# 1958 en Italie
Chronologie de l'Italie
- 1954
- 1955
- 1956
- 1957
- 1958
- 1959
- 1960
- 1961
- 1962

Cette page concerne l'année 1958 du calendrier grégorien.

## Événements
- 1er janvier : entrée en vigueur des traités de Rome de 1957[1].

- 20 février : approbation de la loi Merlin qui ferme les maisons closes[2]. Elle entre en vigueur le 20 septembre[3].
- 27 février : rapina di via Osoppo ; sept bandits cambriolent un fourgon blindé de la Banca Popolare di Milano[4].

- 13 mars : loi n° 296 créant le ministère de la Santé, par séparation du ministère de l'intérieur[5].

- 25 mai : élections politiques. La Démocratie chrétienne obtient 42,4 % des voix, le Parti communiste italien 22,7 %, le parti socialiste 14,2 %[6].

- 12 juin : IIIe législature de la République italienne[7].

- 1er juillet : Amintore Fanfani, secrétaire de la DC, forme son second gouvernement avec la participation des sociaux-démocrates[8].

- 9 octobre : le pape Pie XII (Eugenio Giuseppe Giovanni Pacelli) décède à sa résidence d'été de Castel Gandolfo à l'âge de 82 ans[9].
- 28 octobre : élection du pape Jean XXIII (cardinal Angelo Giuseppe Roncalli) (fin en 1963)[10].

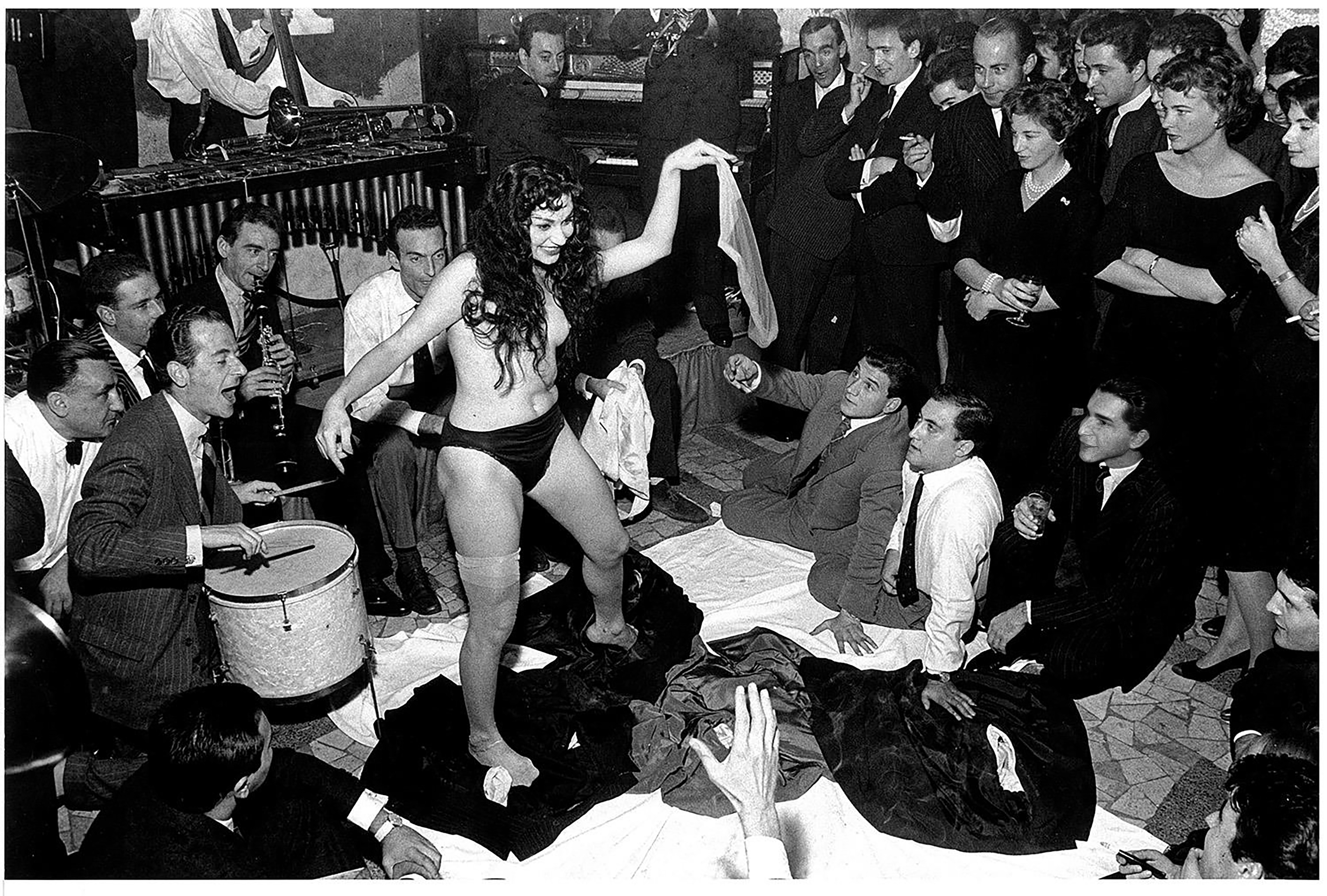
Le strip-tease d'Aïché Nana photographié par Tazio Secchiaroli en 1958, qui a inspiré une scène célèbre de La dolce vita de Fellini.

- 5 novembre : le strip-tease improvisé d'Aïché Nana, lors d'une fête privée organisée au restaurant Rugantino dans le Trastevere, marque le début de la Dolce vita[11].
- 20 novembre : début de la construction de la centrale nucléaire Latina[12].

- 7 décembre : inauguration du premier tronçon de l'Autostrada del Sole entre Milan et Parme[13].
- 10 décembre : le livre de Lorenzo Milani, Esperienze pastorali, est retiré de la vente sur ordre du Saint-Office[14].

## Économie et société
- 12 % des familles italiennes possèdent un téléviseur et 13 % un réfrigérateur. On compte 342 000 automobiles privées[15].

## Culture
- 1er février :  Domenico Modugno et Johnny Dorelli remportent le festival de Sanremo avec la chanson Nel blu dipinto di blu  (Volare).
- 12-14 juin : sixième festival de la chanson napolitaine.
- 3 décembre : création du Teatro Stabile di Catania.

### Cinéma
- 29 juillet : 3e cérémonie des David di Donatello.
- Box-office Italie 1958-1959.

#### Mostra de Venise
- Lion d'or pour le meilleur film : L'Homme au pousse-pousse (Muhomatsu no issho) de Hiroshi Inagaki
- Coupe Volpi pour la meilleure interprétation masculine : Alec Guinness pour De la bouche du cheval (The Horse's Mouth) de Ronald Neame
- Coupe Volpi pour la meilleure interprétation féminine : Sophia Loren pour L'Orchidée noire (The Black Orchid) de Martin Ritt

### Littérature

#### Livres parus en 1958
- Giuseppe Tomasi di Lampedusa : Le Guépard.

#### Prix et récompenses
- Prix Strega : Dino Buzzati, Sessanta racconti (Mondadori)
- Prix Bagutta : Lorenzo Montano (it), A passo d'uomo, (Rebellato
- Prix Napoli :
- Prix Viareggio :
  - Fiction : Tommaso Landolfi, Ottavio di Saint Vincent (Vallecchi)
  - Poésie : Salvatore Quasimodo, La terra impareggiabile (Mondadori)
  - Essai : Ernesto de Martino, Morte e pianto rituale nel mondo antico (Einaudi)
  - Première œuvre : Anita Fazzini (it), Ritorno in pianura (Ceschina)
  - Prix spécial : Giuseppe Marotta (it), Marotta Ciak (Bompiani)
  - Prix spécial pour une enquête: Giovanni Passeri (it), Il pane dei carcamano (Parenti)

## Naissances en 1958
- 5 février : Fabrizio Frizzi, acteur et animateur de télévision. († 26 mars 2018)
- 28 septembre : Barbara Nascimbene, actrice. († 17 septembre 2018)
- 14 décembre : Angelo Rottoli, boxeur, ancien champion d'Europe de boxe dans la catégorie des poids lourds-légers. († 29 mars 2020).

## Décès en 1958
- 5 février : Oreste Puliti, 66 ans, escrimeur, sacré quatre fois champion olympique d'escrime en fleuret par équipe (1920 et 1928) et en sabre par équipe (1920 et  1924)  (° 18 février 1891)
- 9 octobre : Le pape Pie XII (Eugenio Giuseppe Giovanni Pacelli). (° 2 mars 1876)